# Conocybe bispora
Conocybe bispora är en svampart som tillhör divisionen basidiesvampar, och som först beskrevs av Rolf Singer, och fick sitt nu gällande namn av Anton Hausknecht. Conocybe bispora ingår i släktet Conocybe, och familjen Bolbitiaceae. Arten är reproducerande i Sverige.